# Fédération des jeux mondiaux des transplantés
La fédération des jeux mondiaux des transplantés, officiellement en anglais World Transplant Games Federation (WTGF), est l'organisme international responsable des jeux mondiaux des transplantés.
L'organisation œuvre pour sensibiliser le public à la chirurgie de transplantation, pour promouvoir l’activité physique pour les receveurs de greffes d’organes, pour sensibiliser le public aux dons d’organes.

## Histoire
Bien qu'établi depuis 1978 pour les premiers jeux, l'organisation se fonde légalement en fédération en 2017.
En 2017, l'organisation signe un accord avec le Comité international olympique.
La WTGF est reconnu par  est devenu membre depuis novembre 2020 de l'Association mondiale des fédérations internationales de sport.

## Membres
- Andorre : Association of transplants and donors from andorra (ATIDA)
- Argentine : asociation de deportistas trasplantados de la republica argentina
- Australie : transplant australia
- Autriche : austrian transplant sports federation - atsf
- Brésil : associação brasileira de transplantados - abtx
- Bulgarie : bulgarian union of transplanted patients
- Canada : canadian transplant association
- Chili : corporacion del trasplante
- Chine : chinese organ transplantation
- Colombie : asociación colombiana de deportistas transplantados
- Chypre : cyprus transplant association
- République tchèque : czech transplant team (ctt)
- Danemark : danish kidney association
- Finlande : finnish paralympic committee
- France : trans-forme
- Allemagne : transdia
- Grèce : sports federation for dialysis & transplant athletes
- Hong Kong : hong kong society of transplantation
- Hongrie : hungarian transplant federation
- Islande : hjartaheill
- Inde : all india transplant games federation
- Iran : iranian transplant & specific patient sport federation
- Irlande : Irish Kidney Association
- Israël : israel transplant sport association
- Italie : associazione nazionale emodializzati, dialisi e trapianto onlus (aned)
- Japon : japan transplant sports organisation
- Kazakhstan : public association of transplanted patients
- Corée du Sud	: the korean society of transplantees
- Koweït : Kuwait Transplant Society
- Malaisie : green ribbon support association
- Mexique : asociacion mexicana de deportistas tranplantados
- Népal : Aarogya Foundation
- Pays-Bas : stichting sport en transplantatie
- Nouvelle-Zélande : new zealand transplant games ass
- Norvège : transplantertes idrettsforeing
- Paraguay : temyiránga tekovera deportistas transplantados del paraguay
- Philippines : kidney transplant ass of philippineskidney-transplant-association-of-the-philippines-inc-kitap]
- Pologne : polish transplant sports association
- Portugal : Grupo desportivo de transplantados de portugal
- Porto Rico : fundacion dr. panchi
- Roumanie : ass of tranplantees in romania (atr)
- Russie : nephro-league
- Singapour : society of transplantation
- Slovaquie : Šk remidon
- Slovénie : slovenia transplant association
- Afrique du Sud : south african transplant sports association  (SATSA)
- Espagne : Deporte y Trasplante España
- Sri Lanka : lanka transplant sports federation
- Suède : transplant sweden
- Suisse : schweizer transplantierten verein
- Thaïlande : transplant sport association of thailand]
- Tunisie : association tunisienne sportive des greffés
- Turquie : turkish transplantation society
- Royaume-Uni : transplant sport uk  (TSUK)
- Uruguay : Asociación de Trasplantados del Uruguay (ATUR)
- États-Unis : team usa - transplant recipients international organization (TRIO)
- Venezuela : Avedestras

## Présidence
| Nom               | Pays       | Présidence  |
| ----------------- | ---------- | ----------- |
| Dr Maurice Slapak | Angleterre | 1978-2004   |
| Olivier Coustere  | France     | 2004-2015   |
| Chris Thomas      | Australie  | depuis 2015 |